# Greta Garbo
Greta Garbo (rojena Greta Lovisa Gustafsson), švedsko-ameriška filmska igralka, * 18. september 1905, Stockholm, Švedska, † 15. april 1990, New York, Združene države Amerike.
Je ena najslavnejših igralk iz obdobja začetka zvočnega filma v 1930. letih in še zdaj prepoznavna kot zvezda t. i. »zlate dobe« Hollywoodske kinematografije.

## Življenjepis
Odraščala je v skromnih razmerah v delavskem predelu Stockholma in se že zgodaj navdušila nad gledališčem. Po očetovi smrti se je preživljala z raznimi manjšimi deli, kmalu pa so jo uporabili kot model za damske klobuke v lokalni veleblagovnici, kar ji je odprlo možnost kariere fotomodela in pričela je nastopati v filmskih oglasih za njihova oblačila. Opazili so jo tudi režiserji in po študiju igre na igralski akademiji Kraljevega dramskega gledališča (Kungliga Dramatiska Teaterns Elevskola) je leta 1924 dobila vlogo v romantični drami Gösta Berlings saga režiserja Mauritza Stillerja.
Njen nastop je opazil Louis B. Mayer, izvršni direktor studia Metro-Goldwyn-Mayer, ki jo je odpeljal v Združene države Amerike. Tam je pritegnila pozornost že s svojim prvim nemim filmom Torrent (1926), zares zaslovela pa je s svojo naslednjo vlogo v filmu Meso in hudič (1927). Leta 1930 je nastopila v prvih dveh zvočnih filmih, Anna Christie in Romance, ki sta ji prislužila prvo nominacijo za oskarja. Sloves ji je omogočil, da je sama izbirala vloge in določala pogoje sodelovanja z režiserji, v tem času je postajala vedno bolj selektivna pri izbiranju. Njen uspeh se je nadaljeval s filmi, kot sta Mata Hari (1931) in Grand Hotel, po mnenju številnih kritikov pa je vrhunec dosegla z vlogo pogubljene kurtizane Marguerite Gautier v filmu Dama s kamelijami leta 1936. Le-ta ji je prinesla drugo nominacijo za oskarja.
Kmalu po tistem je njena kariera zamrla in po nekaj neuspehih so se je pričeli režiserji izogibati. Obudila jo je z vlogo v komediji Ninočka (1939) in si prislužila še tretjo nominacijo za oskarja, a se je po novem neuspehu v filmu Two-Faced Woman (1941) v starosti 35 let odločila za upokojitev.
Od takrat je dosledno zavračala vse ponudbe za vrnitev na filmska platna. Umaknila se je v zasebnost, zato se je njeno ime le redko pojavljalo v medijih. Leta 1951 je postala naturalizirana ameriška državljanka. Leta 1954 ji je Akademija umetnosti in znanosti gibljivih slik podelila častnega oskarja »za njene sijajne in nepozabne filmske vloge«, a se tudi podelitve ni udeležila, tako da so ji kipec poslali po pošti. Kasneje se je med drugim ukvarjala z zbiranjem umetnin. Vrednost njene zbirke slik avtorjev, kot so Pierre-Auguste Renoir, Pierre Bonnard in Kees van Dongen, so ob njeni smrti ocenili na več kot 20 milijonov ameriških dolarjev.